# Li Ziqi
Li Ziqi en chino 李子柒 y en pinyin: Lǐ Zǐqī; (China, 6 de julio de 1990), es una artista bloguera de videos, empresaria y celebridad de Internet china. Es conocida por crear videos de preparación de alimentos y artesanías de su ciudad natal del condado rural de Pingwu, Mianyang, una provincia en el norte-central de Sichuan, al suroeste de China, a menudo a partir de ingredientes básicos y herramientas que utilizan técnicas tradicionales chinas. Su canal de YouTube tiene más de 2400 millones de visitas  y 16 millones de suscriptores, como se verificó el 21 de agosto de 2021, que es un récord mundial Guinness por "La mayor cantidad de suscriptores para un canal en chino en YouTube.

## Biografía
Li nació el 6 de julio de 1990 en Sichuan, China, originalmente llamada "Li Jiajia" (en chino, 李佳佳). Quedó huérfana a una edad muy temprana. En una entrevista con Goldthread, Li dijo que se mudó con sus abuelos después de que su madrastra la maltratara.

## Trayectoria
Li comenzó a publicar sus videos en Meipai en 2015. Inicialmente, Li hizo sus videos por sí misma, pero sus habilidades de edición de videos en ese momento no lograron "capturar la creatividad" que trató de expresar. En 2016, uno de los videos de Li titulado Peach Wine llamó la atención del director ejecutivo de una plataforma de creación de videos, quien presentó el video en la página principal de la plataforma, lo que pronto atrajo a más seguidores para el canal de Li. Lanzó su primer video en YouTube en el 2017 con el título "Making a dress out of grape skins". En junio de 2020, tenía 11,7 millones de suscriptores en YouTube, más de 26,3 millones de seguidores en Sina Weibo, más de 3,5 millones de seguidores en Facebook, y ha inspirado a muchos blogueros a publicar contenido similar.
Su audiencia continental incluye millennials urbanos. La popularidad de Li puede atribuirse a fugu (复古, retro-nostalgia), una creciente corriente en la China moderna que valora la cultura tradicional. En una entrevista con Goldthread en septiembre de 2019, Li dijo: "Simplemente quiero que la gente de la ciudad sepa de dónde viene su comida".
La mayoría de los videos de Li se enfocan en comidas tradicionales y antigüedades. Además de los videos de preparación de alimentos, otros videos populares de Li incluyen la creación de maquillaje y vestidos teñidos con pieles de uva. Li rara vez habla en sus videos, y los sonidos de la naturaleza, la cocina (tradiciones) y la música tranquila son los más utilizados en sus vídeos. La revista Hemispheres declaró: "La única narración son las bromas amistosas entre Li y su abuela, pero los sonidos (el canto de los pájaros, el crujido de la escarcha bajo los pies, el golpe de un cuchillo, el chisporroteo del ajo frito) lo atraen a un trance ASMR, por lo que ni siquiera te das cuenta de cuántos videos has comido".
En 2018, lanzó una marca de alimentos con su propio nombre y vendió alimentos preenvasados a través de comercio electrónico.
El periódico oficial People's Daily del Partido Comunista Chino le otorgó el premio People's Choice Award en septiembre de 2019. En agosto de 2020, Li fue nominada como miembro de la Federación Juvenil de China. Li, junto con la Sra. Yeah y Dianxi Xiaoge, son las únicas celebridades chinas de Internet que han alcanzado prominencia internacional.
Desde su último video en julio de 2021, Li ha hecho una pausa en su carrera de bloguera debido a una disputa legal con sus socios comerciales. El 27 de octubre de 2021, Li demandó formalmente a su red de contenido Hangzhou Weinian. Aunque los contenidos de la disputa no se han hecho públicos, varios medios sugirieron que está relacionado con la comercialización de la marca Li Ziqi. Una semana antes, en una entrevista en la Televisión Central de China (CCTV), administrada por el estado, Li declaró que "no quiere ver que su propiedad intelectual se comercialice en exceso". Weinian ha utilizado la marca Li Ziqi para vender productos alimenticios. Weinian tiene una participación del 70% en una empresa, Guangxi Xingliu Food, que vende alimentos con la marca Li Ziqi, mientras que la propia Li no tiene ninguna participación en la empresa.

## Recepción
En la cadena CCTV-1 estatal se elogió  a Li, y se dijo: "Sin una palabra de elogio a China, Li promueve la cultura china de buena manera y cuenta una historia auténtica de China". Los académicos han descrito sus videos como un canal para el poder blando del gobierno chino. Los videos de Li también han sido criticados por aburguesar la vida rural contemporánea en China.

## Vida personal
Li vive con su abuela, que ocasionalmente aparece en los videos, en el campo de Mianyang en Sichuan, suroeste de China. Cuando Li estaba en quinto grado, su abuelo murió. Como resultado, su abuela no pudo pagar su educación y Li abandonó la escuela a los 14 años para trabajar en la ciudad. Desempeñó varios trabajos, incluido el de camarera (2016-2017), disc jockey (2007-2013) y cantante (2006-2007). En 2012, volvió a mudarse para cuidar a su abuela, que en ese momento estaba enferma.
Al principio, Li vendió productos agrícolas en Taobao como una forma de ganarse la vida antes de convertirse en bloguera.
Inicialmente, Li hizo toda la fotografía y edición por sí misma. A medida que ganó popularidad y experiencia, produjo sus videos con la ayuda de un asistente personal y un videógrafo.